# Stictoptera nigrostriga
Stictoptera nigrostriga là một loài bướm đêm trong họ Noctuidae.